# Liste der Kulturdenkmäler in Demerath
In der Liste der Kulturdenkmäler in Demerath sind alle Kulturdenkmäler der rheinland-pfälzischen Ortsgemeinde Demerath aufgeführt. Grundlage ist die Denkmalliste des Landes Rheinland-Pfalz (Stand: 17. Juli 2023).

## Einzeldenkmäler
| Bezeichnung                                | Lage                      | Baujahr         | Beschreibung                                                                     | Bild                           |
| ------------------------------------------ | ------------------------- | --------------- | -------------------------------------------------------------------------------- | ------------------------------ |
| Backhaus                                   | Gartenweg 1 Lage          | 1880            | ehemaliges Backhaus; eingeschossiger Bruchsteinbau, angeblich von 1880           | weitere Bilder Fotos hochladen |
| Katholische Pfarrkirche St. Peter und Paul | Talstraße 2 Lage          | 18. Jahrhundert | Saalbau, im Kern aus dem 18. Jahrhundert, 1803 erweitert, Ostturm 1827           | weitere Bilder Fotos hochladen |
| Bildstock                                  | Talstraße, bei Nr. 2 Lage | 1775            | Bildstock, bezeichnet 1775                                                       | Fotos hochladen                |
| Hofanlage                                  | Talstraße 7 Lage          | 19. Jahrhundert | Streckhof, zweigeschossiger Massivbau, 19. Jahrhundert                           | Fotos hochladen                |
| Wohnhaus                                   | Talstraße 10 Lage         | 18. Jahrhundert | Wohnhaus eines ehemaligen Fachwerk-Streckhofs, teilweise massiv, 18. Jahrhundert | Fotos hochladen                |
| Quereinhaus                                | Talstraße 21 Lage         |                 | zum Winkelhof erweitertes Fachwerk-Quereinhaus, teilweise verputzt               | BW                             |
| Wohnhaus                                   | Ulmener Straße 2 Lage     |                 | Fachwerkhaus eines Winkelhofs, teilweise massiv oder verputzt                    | BW                             |